# Heinrich Maria von Hess
Pour les articles homonymes, voir Hess.
Heinrich de Hess, né le 19 avril 1798 à Düsseldorf et mort le 29 mars 1863 à Munich, est un peintre prussien.